# Alfred Sommer (Mediziner, 1942)

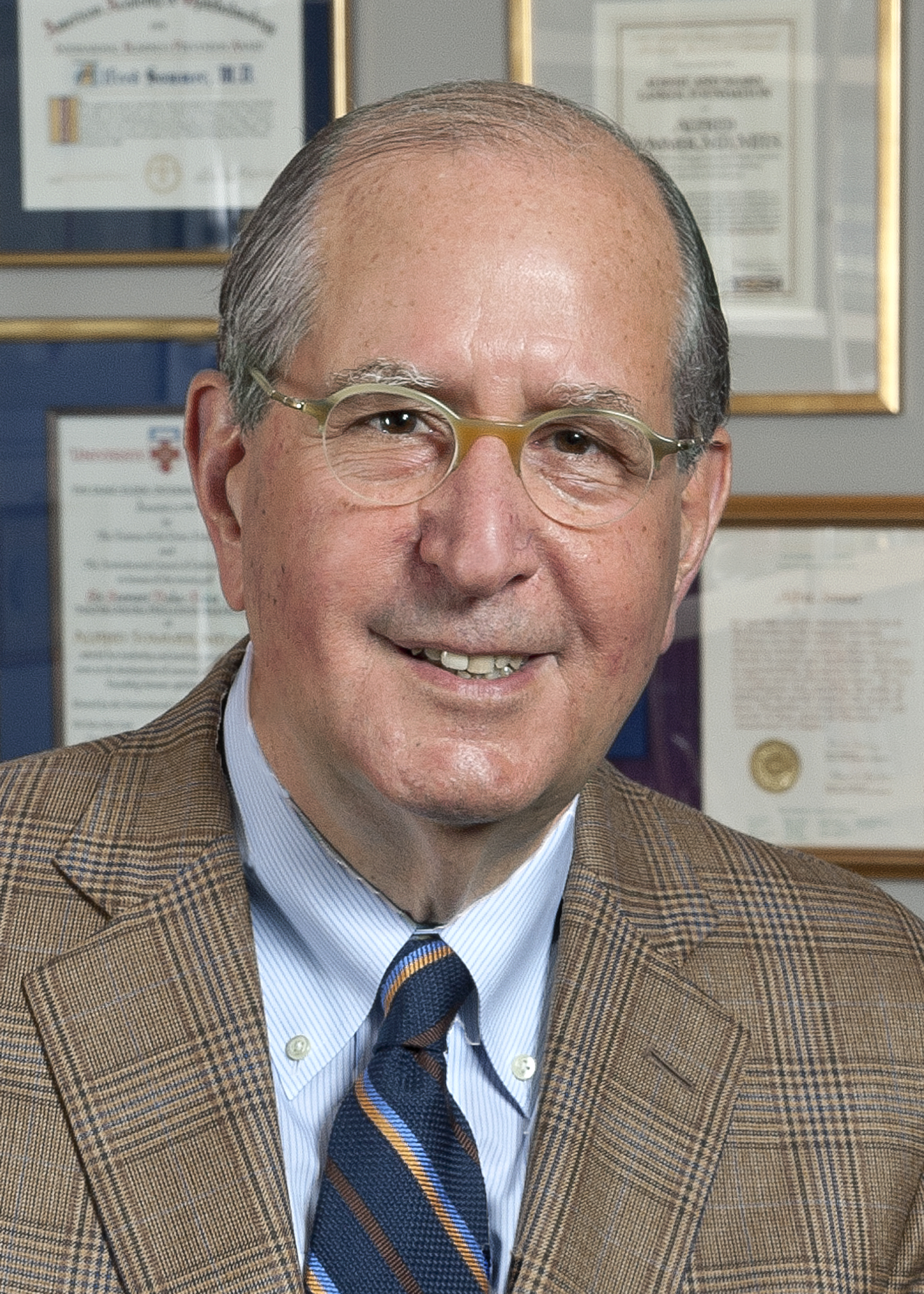
Alfred Sommer

Alfred Sommer (* 1942 in New York City) ist ein US-amerikanischer Mediziner (Epidemiologie, Ophthalmologie).
Sommer studierte am Union College in Schenectady (Bachelor 1963) und an der Harvard Medical School, wo er seinen M. D. Abschluss machte. 1973 erhielt er sein Diplom in Öffentlicher Gesundheit (MHS) von der Johns Hopkins University School of Hygiene and Public Health. 1976 bis 1980 leitete er ein Programm zur Bekämpfung des Vitamin-A-Mangels in Indonesien. Er ist seit 1980 Professor für Augenheilkunde an der Johns Hopkins University School of Medicine und Professor für Epidemiologie und Internationale Gesundheit an der dortigen Bloomberg School of Public Health, deren Dekan er 1990 bis 2005 war.
Sommer ist bekannt für Forschungen in den 1970er und 1980er Jahren zur Auswirkung von Vitamin-A-Mangel bei Kindern in den Entwicklungsländern, wo dies ein wichtiger Faktor in der Sterblichkeit zum Beispiel an Masern und Durchfallerkrankungen war (über die bereits bekannte Rolle bei Xerophthalmie, die bis zu Erblindung führt, hinaus). Er zeigte auch die Effektivität einer einfachen Therapie mit zweimal jährlich gegebenen Vitamin-A-Dosen bei Kindern mit Vitamin-A-Mangel mit Senkung der Mortalitätsraten um über ein Drittel. Er leitete die International Vitamin A Consulative Group, die Bemühungen von WHO, UNICEF, FAO und anderen Organisationen zur Bekämpfung des Vitamin-A-Mangels in der Dritten Welt koordinierte.
1997 erhielt er den Prinz-Mahidol-Preis und den Albert Lasker Award for Clinical Medical Research. 2001 erhielt er den Danone International Prize for Nutrition, 2002 den Warren Alpert Foundation Prize und 2013 den Dan-David-Preis. 2001 wurde Sommer in die National Academy of Sciences gewählt.